# موریس نورلان
موریس نورلان (فرانسوی: Maurice Norland‎؛ ۳۰ ژوئیه ۱۹۰۱ – ۱۸ مه ۱۹۶۷) دونده دو صحرانوردی اهل فرانسه بود.
وی در مسابقات کشوری و بین‌المللی در مجموع برندهٔ ۱ مدال برنز شده‌است.